# حورنخت
حورنَخت یا حارنَخت (انگلیسی: Hornakht؛ به معنای حوروس نیرومند) فرزند فرعون اوسورکُن دوم از دودمان بیست و دوم مصر بود. اوسورکن دوم او را به عنوان کاهن اعظم آمون در تانیس منصوب کرد تا قدرت خود را در مصر سفلی تقویت کند. با این حال، این انتصاب عمدتاً حرکتی سیاسی از سوی اوسورکن دوم بود، زیرا حورنَخت پیش از آن‌که به ده‌سالگی برسد، درگذشت.
پس از مرگ زودهنگام حورنَخت، اوسورکن دوم تدابیری اندیشید تا پسرش در مقبرهٔ شخصی خودش در تانیس دفن شود. هرچند در دوران باستان دزدان مقبره موفق شدند به محل دفن حورنَخت نفوذ کنند، اما گور سنگی او همچنان بخشی از گنجینه‌های دفن‌شده‌ای را که بر پیکر مومیایی‌شده شاهزاده قرار داده شده بود، حفظ کرده بود؛ چرا که تخته‌سنگ بزرگی از گرانیت بر روی محل دفن حورنَخت قرار داشت و مانع از آن شده بود که دزدان بتوانند درِ تابوت را به‌طور کامل بردارند. از سوی دیگر، بیشتر توجه دزدان معطوف به تابوت اوسورکن دوم بود، زیرا گنجینه‌های او به مراتب باشکوه‌تر و ارزشمندتر بودند.
دزدان موفق شدند ماسک مرگ زرین که روی صورت حورنَخت قرار داشت، به‌همراه برخی از زیورآلات گردنش بربایند، اما از تلاش برای سرقت دیگر گنجینه‌های تدفینی شاهزاده دست کشیدند؛ بنابراین، زمانی که مصرشناس فرانسوی، «پیر مونته»، محل دفن حورنَخت را کشف کرد، مجموعه‌ای از تعویذهای طلایی یافت که بر قسمت‌هایی از جسد مومیایی‌شده او قرار داشتند. این تعویذها اندازه کوچکی داشتند، اما با دقت بالا ساخته شده بودند؛ برخی از آن‌ها از طلا و لاجورد و دیگر سنگ‌های نیمه‌قیمتی ساخته شده بودند و نمادهای اسطوره‌ای گوناگونی را به تصویر می‌کشیدند که هدف‌شان حفاظت از قداست بدن مومیایی‌شده حورنَخت بود.
بر اساس بررسی اسکلت او که در سال ۱۹۴۲ توسط دکتر داگلاس دری انجام شد، حورنَخت در سن ۸ یا ۹ سالگی درگذشته است. در بقایای اسکلت او ویژگی‌های غیرمعمولی مشاهده شد، از جمله جمجمه‌ای نسبتاً بزرگ و رشدیافته نسبت به سنش، وجود یک جفت دنده گردنی و یک مهره کمری غیرعادی؛ با این حال، دکتر دری این ناهنجاری‌ها را عامل مرگ زودرس حورنَخت ندانست. بخشی از صورت نیز در جریان بیرون آوردن مغز از راه بینی توسط مومیایی‌کنندگان آسیب دیده بود.
مجسمه‌ای به شکل بلوک سنگی از سراپیوم سقاره احتمالاً به حورنَخت اختصاص یافته است. این مجسمه با نگاره‌هایی از ملکه کاروماما یکم (مادر حورنَخت) و خدای آمون-رع (به‌همراه دیگر ایزدان) تزئین شده است. امروزه، در جلوی این پیکره، تصویری از اُزیریس] دیده می‌شود که از یک نقش قدیمی‌تر (احتمالاً نیایشگاه) تغییر شکل یافته، و احتمالاً این مجسمه اندکی پس از مرگ زودهنگام شاهزاده برپا شده است.